# داريل روبرتس (موسيقي)
داريل روبرتس (بالإنجليزية: Darrell Roberts)‏ هو موسيقي أمريكي، ولد في 22 يونيو 1974 في دايتون في الولايات المتحدة.

## وصلات خارجية
- داريل روبرتس على موقع ميوزك برينز (الإنجليزية)
- داريل روبرتس على موقع ديسكوغز (الإنجليزية)